# Ronaldo Tadeu Pena
Ronaldo Tadeu Pena (nascido em Conselheiro Lafaiete), é professor titular aposentado da Universidade Federal de Minas Gerais (UFMG. Foi reitor da instituição durante o período de março de 2006 a março de 2010.

## Carreira acadêmica
Possui graduação em Engenharia Elétrica pela Universidade Federal de Minas Gerais (1970), mestrado em Engenharia Biomédica pela Universidade Federal do Rio de Janeiro (1973) e doutorado em Engenharia Elétrica pela University Of Texas At Austin (1983).
Iniciou sua carreira acadêmica na UFMG em 1974, como Professor Assistente do Departamento de Engenharia Eletrônica (DELT). Desde então trabalhou em Regime de Dedicação Exclusiva como professor e pesquisador da Universidade. Presidiu a Sociedade Brasileira de Automática (1989-1991). Em 1991, por concurso de provas e títulos, ascendeu ao cargo de Professor Titular de Automação e Controle do DELT.
Foi paraninfo, patrono ou homenageado de mais de 20 turmas de engenheiros eletricistas e de engenheiros de controle e automação. Orientou diversos trabalhos de mestrado e doutorado no Programa de Pós-Graduação em Engenharia Elétrica. Na pesquisa tecnológica, tem larga experiência em controle de processos industriais, tendo prestado consultoria, através da Universidade, a inúmeras empresas da área siderúrgica, mineração e concessionária de energia elétrica da região.
Na gestão 2002-2006 da Reitoria, foi Pró-Reitor de Planejamento da UFMG, co-responsável pela condução do Projeto Campus 2000 e pela concepção do Projeto Parque Tecnológico de Belo Horizonte. Chegou ao cargo de reitor Universidade Federal de Minas Gerais, e o ocupou de março de 2006 a março de 2010.

## Homenagens
Em 11 de junho de 2007 Ronaldo Pena recebeu o título de cidadão honorário de Belo Horizonte, por indicação do então vereador Paulo Lamac, em cerimônia realizada na Câmara Municipal de Belo Horizonte. Em 23 de maio de 2011 foi homenageado com a medalha Conselheiro Christiano Benedicto Ottoni durante a solenidade de comemoração dos 100 anos da Escola de Engenharia da UFMG, em cerimônia realizada no Grande Teatro do Palácio das Artes.